# Paolo William Tamburella
Paolo William Tamburella (Cleveland, 1910 – Roma, 9 dicembre 1951) è stato un produttore cinematografico, sceneggiatore e regista statunitense.

## Biografia
Nato a Cleveland negli Stati Uniti d'America da una famiglia siciliana di Leonforte possidente di miniere di zolfo ad Enna, si trasferì con suo padre Silvestro Tamburella a Cleveland presso una comunità italiana; lì Silvestro fonda il primo giornale per italoamericani e diventò professore di letteratura italiana. Fece gli studi liceali negli Stati Uniti ma si laureò in Italia, in legge. Stabilitosi definitivamente in Italia, conobbe a un ricevimento presso l'ambasciata statunitense Marcella Rosselli (appartenente alla storica famiglia antifascista) che divenne sua moglie; da lei ebbe sei figli: Marco, Maria Evelina, Viviana, Benedetta, Gianluca e Francesco. 
Paolo si trasferì a Roma insieme al fratello Armando, anche lui regista, occupandosi, dopo un'esperienza di dirigente presso una multinazionale statunitense, di produzioni e regie cinematografiche; nel 1946 produsse il film Sciuscià di Vittorio De Sica con cui vinse il premio Oscar, il primo della cinematografia italiana.
All'attività di produttore accostò quella di regista realizzando i film Vogliamoci bene! (1949), Sambo (1950) e I sette nani alla riscossa (1951), prima della sua morte prematura nel 1951.
Nel 2016, a 70 anni dalla realizzazione di Sciuscià, il regista Mimmo Verdesca riportò alla luce la sua storia nel documentario Sciuscià 70, attraverso le testimonianze di suo figlio Marco e suo nipote Paolo.

## Filmografia
- Sciuscià, produzione (1946)
- Vogliamoci bene!, regia e sceneggiatura (1949)
- Sambo, regia e sceneggiatura (1950)
- I sette nani alla riscossa, regia e sceneggiatura (1951)